# 亚妮斯·达维德
亚妮斯·埃斯梅雷尔达·达维德（法語：Yanis Esmerelda David，1997年12月12日—）生于瓜德罗普莱萨比姆，是一名法国女子田径运动员，主攻跳远和三级跳远。达维德五六岁时在母亲的建议下开始练习田径。青少年时期，她曾三度在国际主要青年级赛事中夺得冠军。2016年1月，她获佛罗里达大学录取，同年进入该学校，开始代表该校校队参加美国校际比赛，进入大学就读的最初几个月里，她因英语水平不高，加之第一次离开家人身边，而对新环境不适应，但在队友和教练的帮助下，她成功适应了大学生活，2019年，她获得本田体育奖。2020年5月，她获得卫生教育与行为专业的学士学位。